# Woncheon-dong
Woncheon-dong (koreanska: 원천동)  är en stadsdel i staden Suwon i provinsen Gyeonggi i den nordvästra delen av Sydkorea, 30 km söder om huvudstaden Seoul. Den ligger i stadsdistriktet Yeongtong-gu.
Universitetet Ajou University ligger i Woncheon-dong.